# نوع أدبي

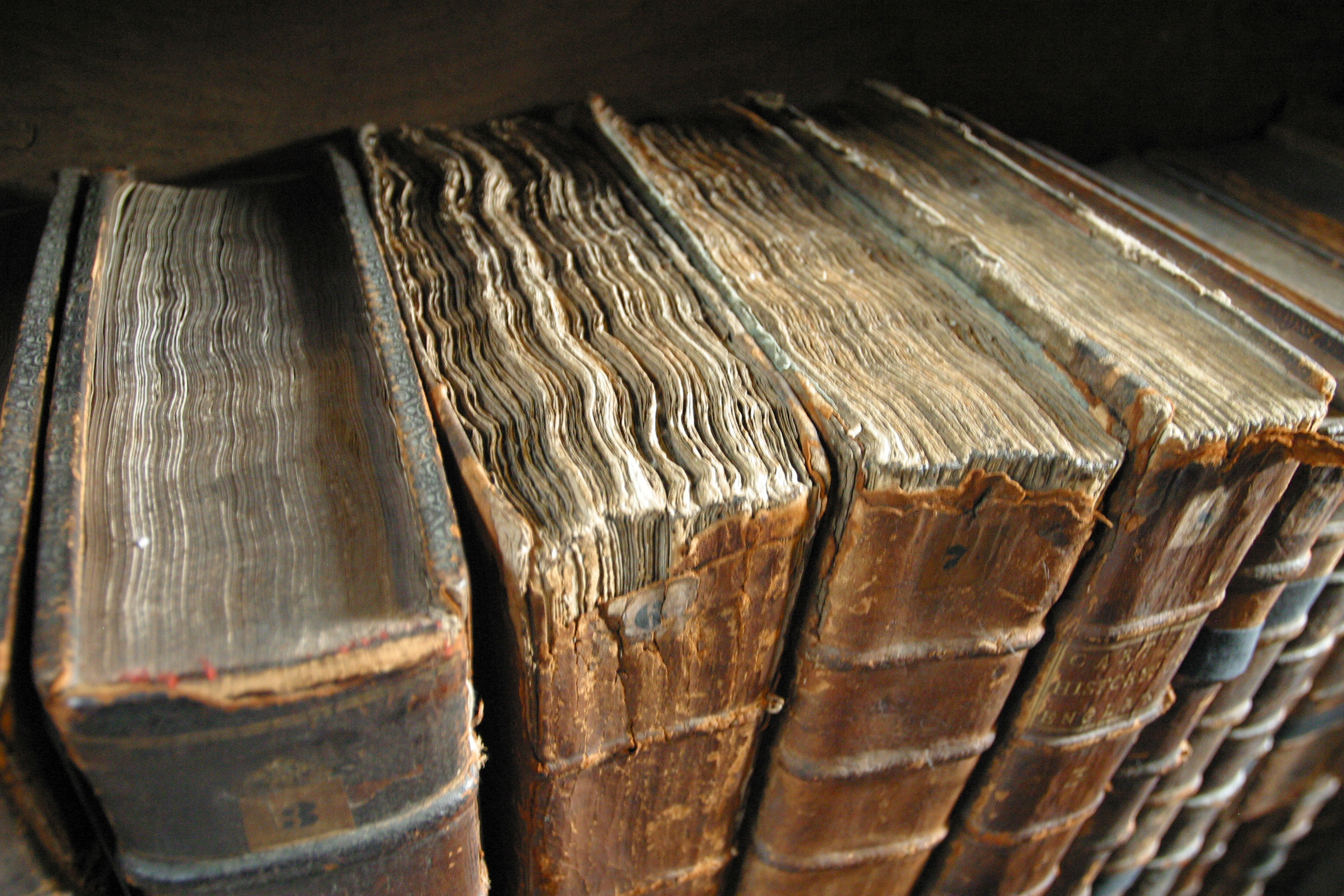

النوع الأدبي هو تصنيف الأسلوب الأدبي. ويمكن تحديد الأنواع بواسطة التقنية الأدبية أو اللهجة أوالمحتوى، أو حتى (كما في حالة الخيال) المدي. الفروق بين الأنواع والفئات هي مرنة وتعريفها بشكل عام، وغالبا مع أنواع فرعية. الأنواع الأكثر عمومية في الأدب هي (في  الترتيب الزمني الفضفاض) الملحمة، المأساة(التراجيدي)،  الكوميديا، وقصصي الإبداعية.  ويمكن أن تكون جميعها في شكل النثر أو الشعر. بالإضافة إلى ذلك، قد تظهر النوع مثل هجاء، حكاية رمزية أو الرعوية.